# Ann Stepan
Ann Stepan (Chicago, 27 settembre 1943 – Beverly Shores, 17 aprile 2015) è stata una politica statunitense.
Stepan era una rappresentante dal 7 ° distretto nella Camera dei rappresentanti dell'Illinois dal 1991 al 1993.  Sposò Paul Stepan, uno sviluppatore immobiliare, nel 1965, poco dopo la sua laurea al Barat College. Stepan è morta di linfoma, a casa sua a Beverly Shores, Indiana, il 17 aprile 2015.  